# Chaerephon tomensis
Chaerephon tomensis är en art i familjen veckläppade fladdermöss som först beskrevs av Juste och Ibáñez 1993.

## Utseende
Arten liknar närmast Chaerephon gallagheri som hittades i centrala Kongo-Kinshasa. Båda har en klotformig svullnad på hjässan.
Chaerephon tomensis blir 77,7 till 92,0 mm lång, inklusive en 29 till 33,6 mm lång svans. Vikten är ungefär 7 g. Öronen är ungefär 20 mm långa och har avrundade kanter. Kännetecknande är den membran som sammanlänkar öronen på hjässan (ovanpå svullnaden). Den har formen av en trekant men i hörnet som ligger i mitten finns en utsparing. Pälsen är på ovansidan mörkbrun och på andra kroppsdelar brun förutom en vit fläck på bukens mitt. Pälsen når lite upp på flygmembranen vid bakkroppen och mellan bakbenen.

## Utbredning och status
Denna fladdermus är bara känd från två mindre öar i Guineabukten (Afrika) som tillhör São Tomé och Príncipe. Arten hittades där i en savannliknande landskap med skogsdungar av apbrödsträdet (Adansonia digitata). En annan individ upptäcktes i en kakaoodling.
Arten hotas av habitatförstöring och listas av IUCN som starkt hotad (EN).